# Západní fronta (první světová válka)
Západní fronta byla válečná fronta probíhající během první světové války v západní Evropě. Na území Belgie a severovýchodní Francie se na ní střetla vojska Německé říše s armádami Francie, Belgie, Velké Británie, USA a dalších států Dohody. Válečné operace na západě začaly 1. srpna 1914, když německé jednotky vstoupily na půdu neutrálního Lucemburska. 3. srpna pak Německo vyhlásilo válku Francii a při svém útoku porušilo i belgickou neutralitu, což vedlo k vyhlášení války Spojené království. Německá armáda rychle obsadila většinu Belgie, probila se hluboko na francouzské území a dokonce ohrozila Paříž. Francouzi podpoření britskými silami dokázali vyčerpané útočníky zastavit v září 1914 v bitvě na řece Marně.
Následovala série výpadů, označovaná jako závod k moři, kdy se obě strany neúspěšně snažily o obchvat. Ohromné ztráty při každé útočné operaci ale vedly k patové situaci. Prakticky až do konce války pak na západní frontě probíhaly krvavé statické boje v zákopových liniích, kdy ani jedna ze stran nedokázala uskutečnit průlom. Oblast mezi nepřátelskými liniemi známá jako území nikoho byla zcela zdevastována nasazením obrovského množství dělostřelectva. Západní fronta procházející od hranic neutrálního Švýcarska, krajem Champagne, údolím Sommy a skrze flanderské pláně až k belgickému pobřeží měřila více než 600 km.
Západní fronta se stala hlavním a rozhodujícím bojištěm první světové války. Bylo zde nasazeno obrovské množství vojáků a obě strany zaznamenaly strašné ztráty. Při pokusech o průlom se v bitvách koncentrovalo dělostřelectvo a došlo k testování a využití zcela nových zbraní. Letecké jednotky Dohody i Německa bombardovaly frontové linie i zázemí a Německo v druhé bitvě u Yper poprvé ve větším měřítku využilo bojový plyn.  Britové pak v roce 1916 nasadili do boje první tanky. Typickou bitvou opotřebovávací války na západě se stala bitva u Verdunu trvající po většinu roku 1916. Očekávaný výsledek nepřinesly ani krvavé útoky Dohody během bitvy na Sommě a Nivellovy ofenzívy. Po rozkladu Ruského impéria přesunuly Ústřední mocnosti většinu uvolněných jednotek na počátku roku 1918 právě na západní frontu, kde německá armáda zahájila jarní Ludendorfovu ofenzívu. Znovu byla ohrožena Paříž, avšak po vyčerpání útočících jednotek a následném protiútoku Dohody došlo ke kolapsu německých sil. Po druhé bitvě na Marně a zahájení Stodenní ofenzívy se německá obrana zhroutila a Německo bylo donuceno žádat o přímeří. Příměří z Compiègne, které vstoupilo v platnost 11. listopadu, ukončilo nejen boje na západní frontě, ale představuje i oficiální konec celého konfliktu.

## Úvodní německý plán
Na západní frontě mělo dojít podle německého velitelství k rozhodujícímu boji. Dle Schlieffenova plánu měla německá armáda obejít francouzská obranná postavení ve východní Francii skrze neutrální Belgii. Armády měly původně postupovat na západ a poté se stočit na jih, obsadit Paříž a obklíčit hlavní francouzské síly ve Vogézách. Francie se pak měla vzdát, což by umožnilo Německu přesunout své síly na východní bojiště s Ruskem.

## 1918
Poté, co se na přelomu let 1917 a 1918 v důsledku Říjnové revoluce zhroutila Východní fronta a byl podepsán Brestlitevský mír, nemuseli Němci udržovat na východě příliš velké vojsko a začali přesouvat vojsko na západ. Tyto síly se zapojily do Ludendorffovy ofenzívy, která začala 21. března 1918 a málem zvrátila průběh války ve prospěch Německa. Postup Němců zastavilo až nasazení amerických jednotek.

## Mapy

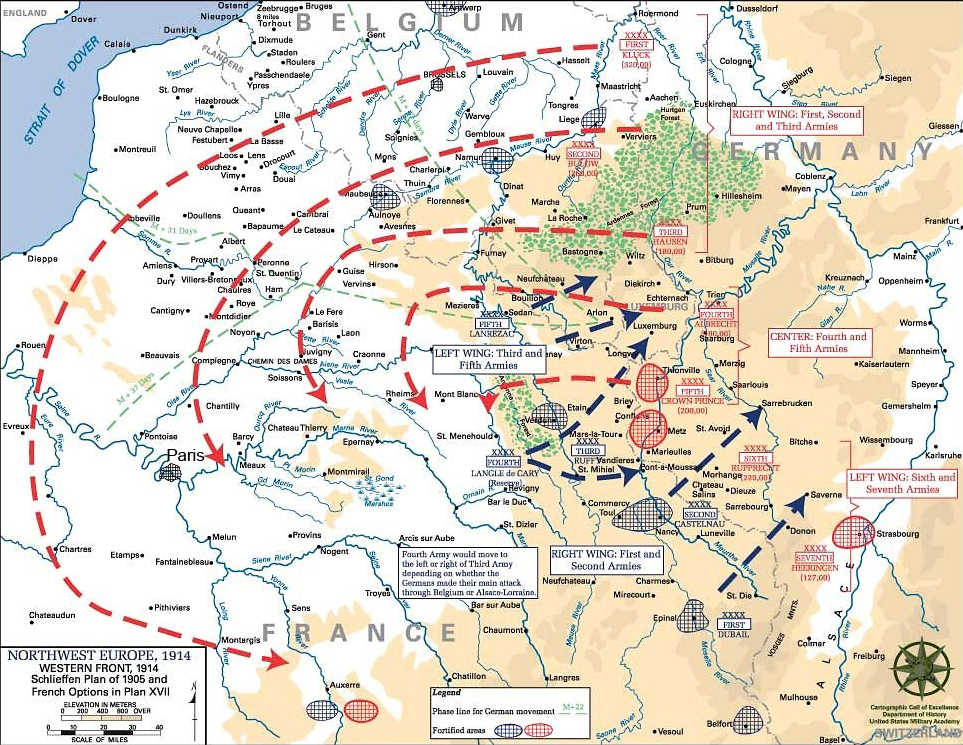
Schlieffenův plán
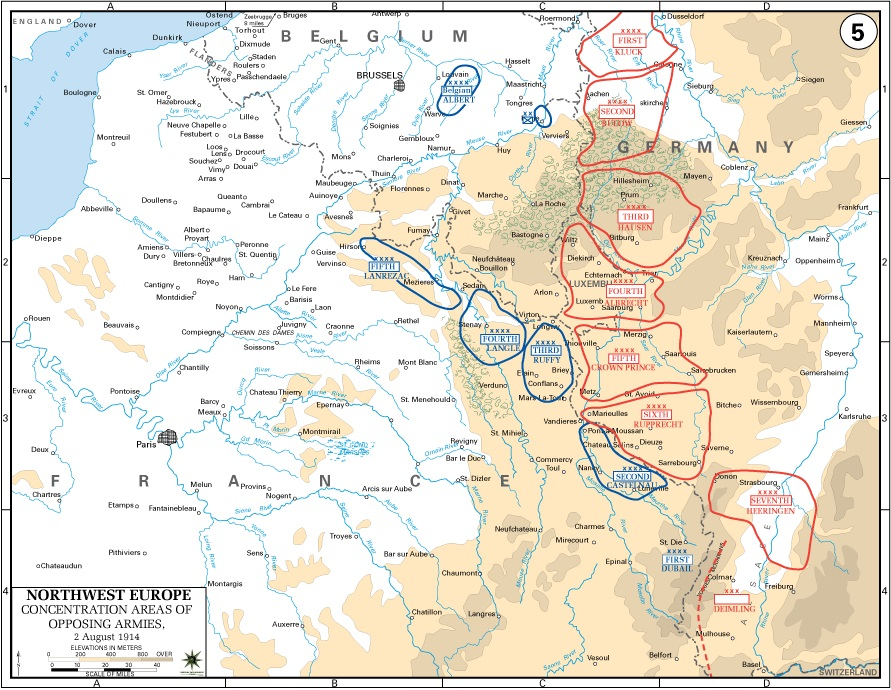
Rozmístění vojsk před vypuknutím bojů
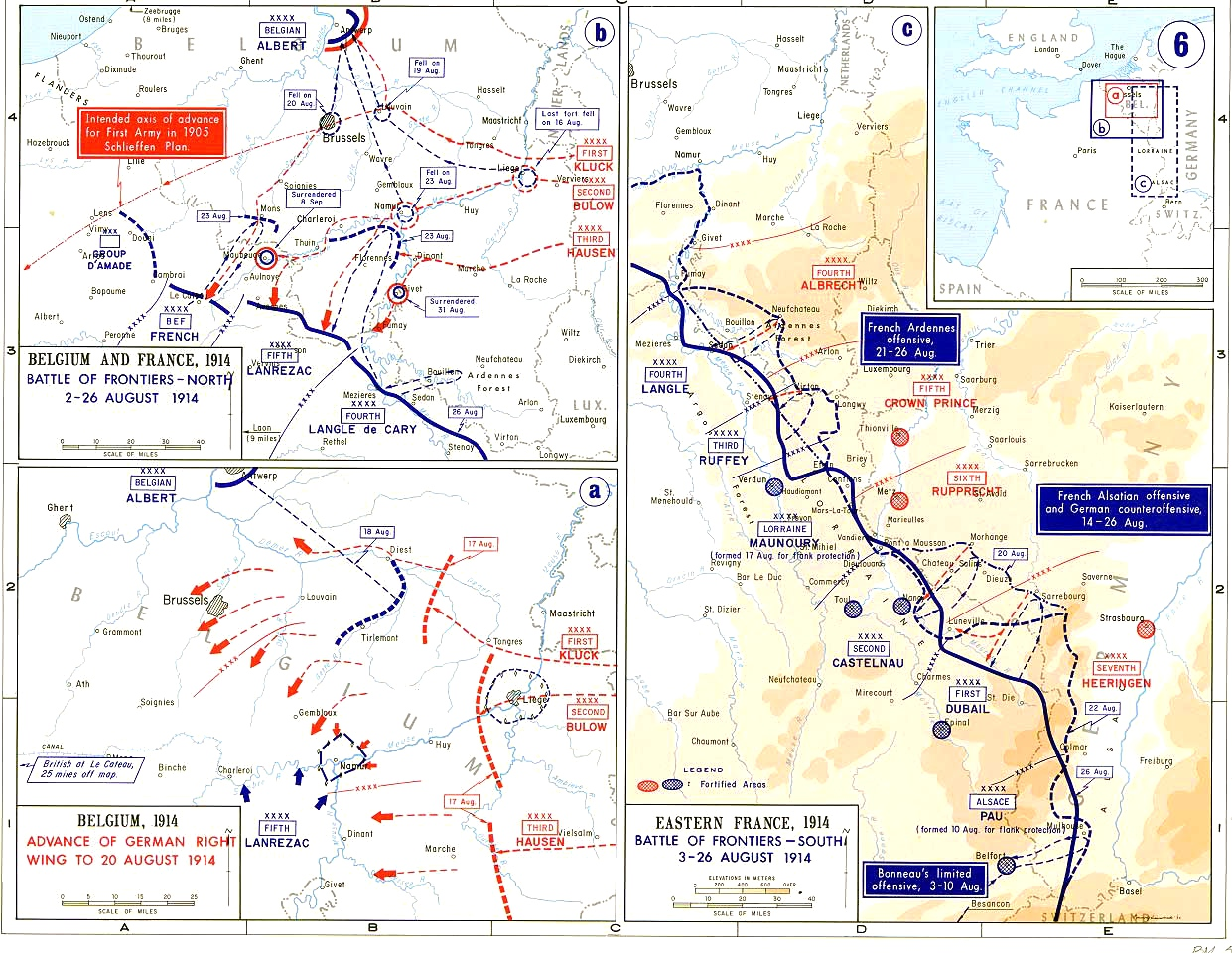
Bitvy na hranicích, srpen 1914
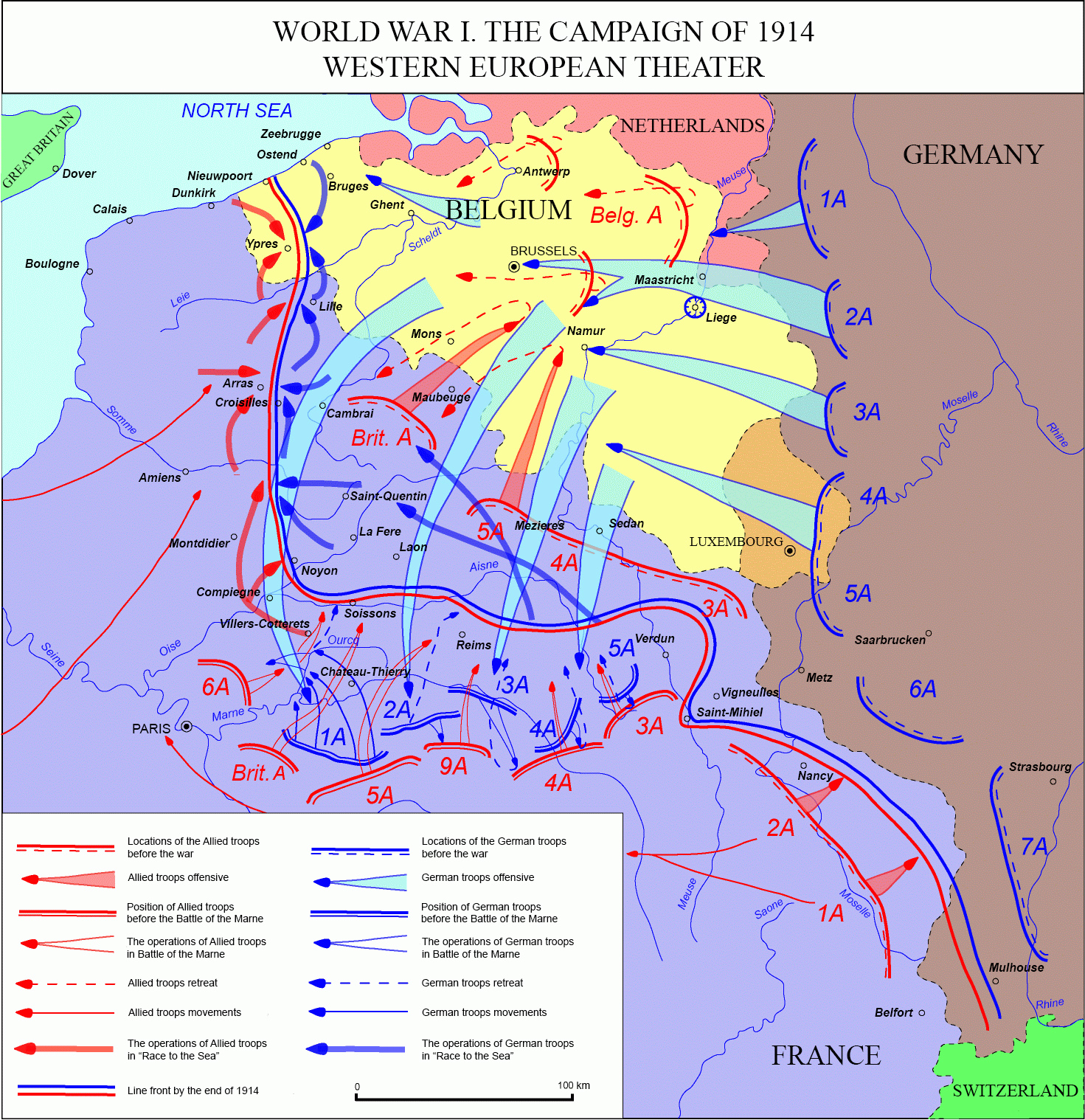
Průběh bojů v roce 1914
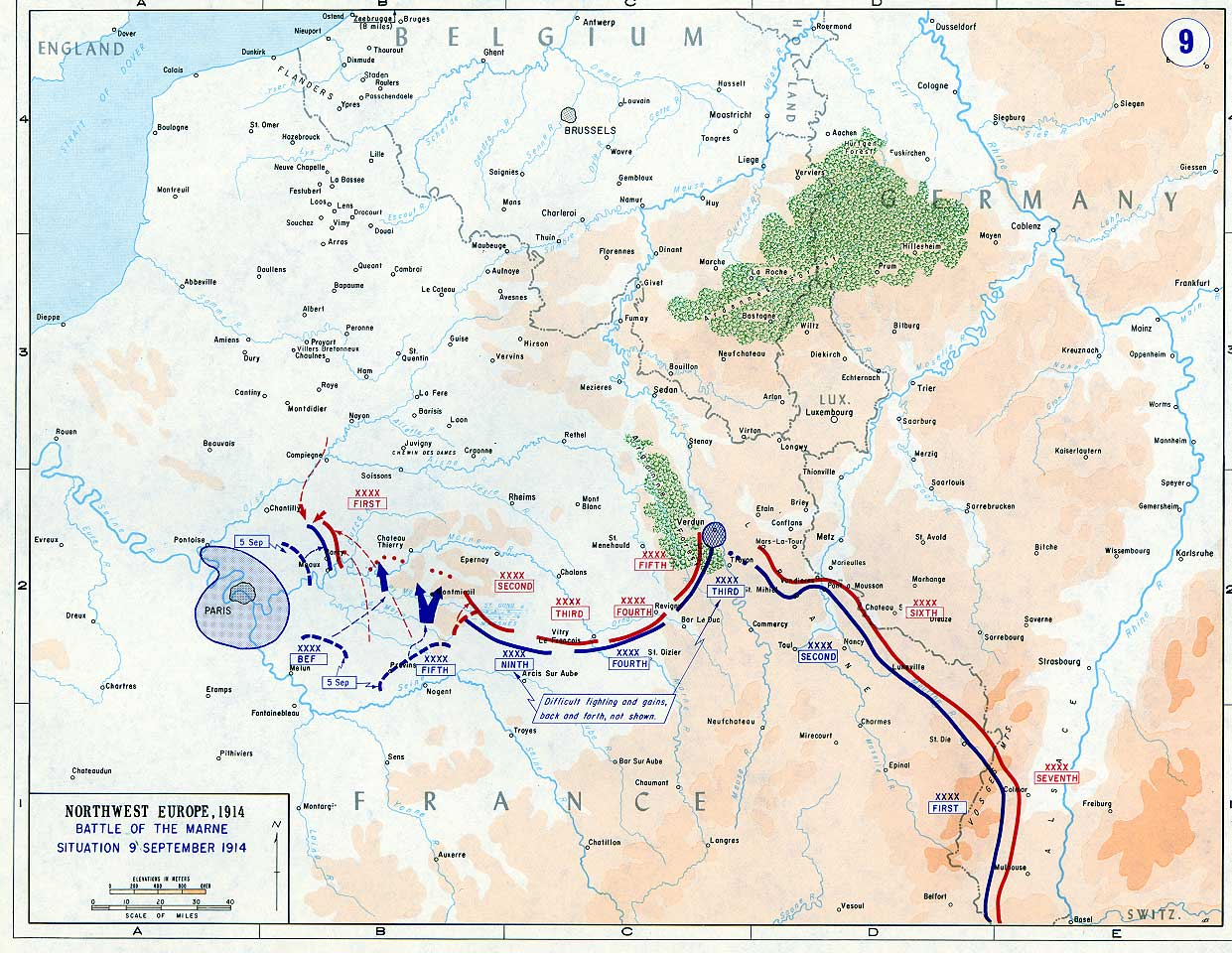
První bitva na Marně, září 1914
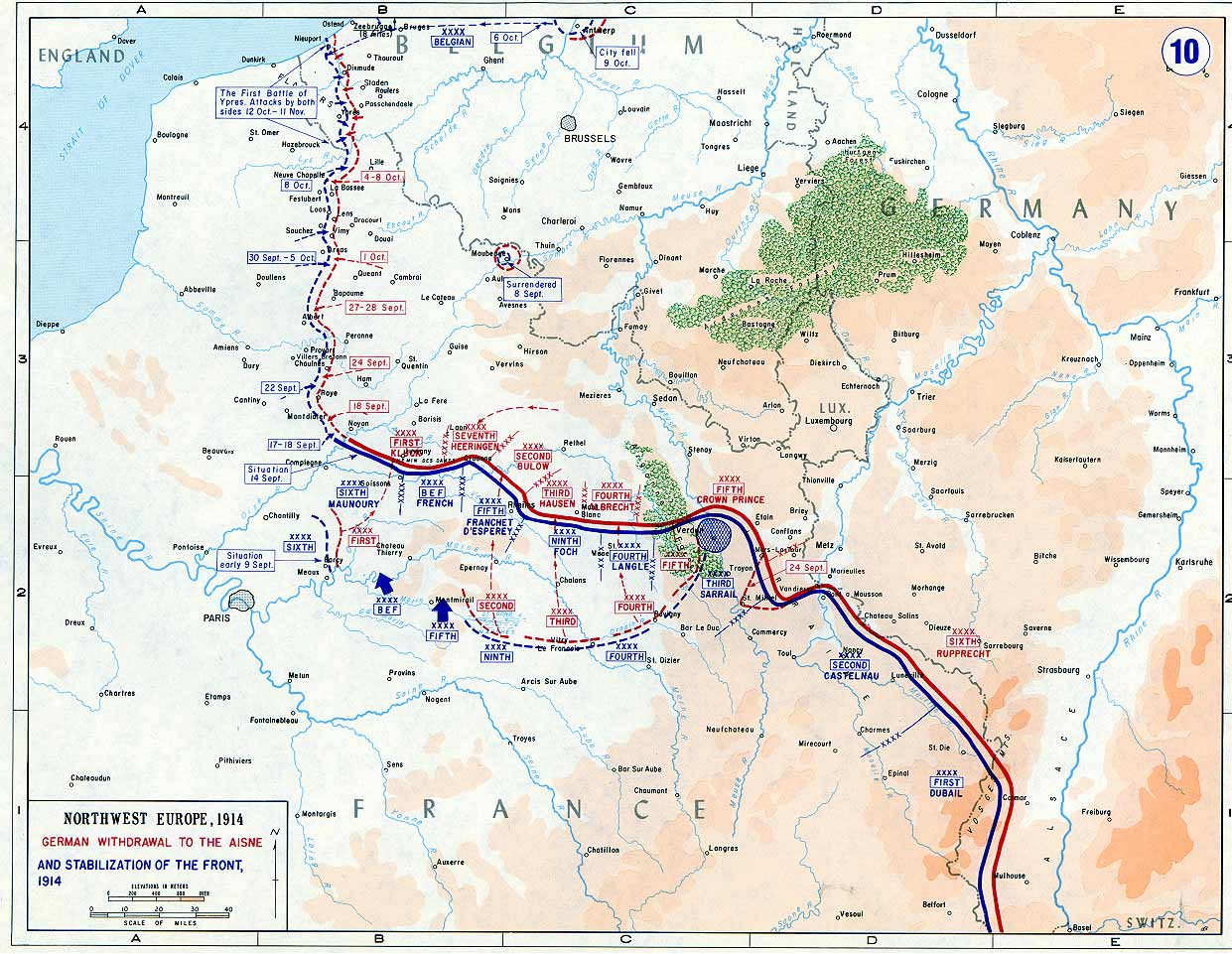
Německý ústup k Aisně, září 1914
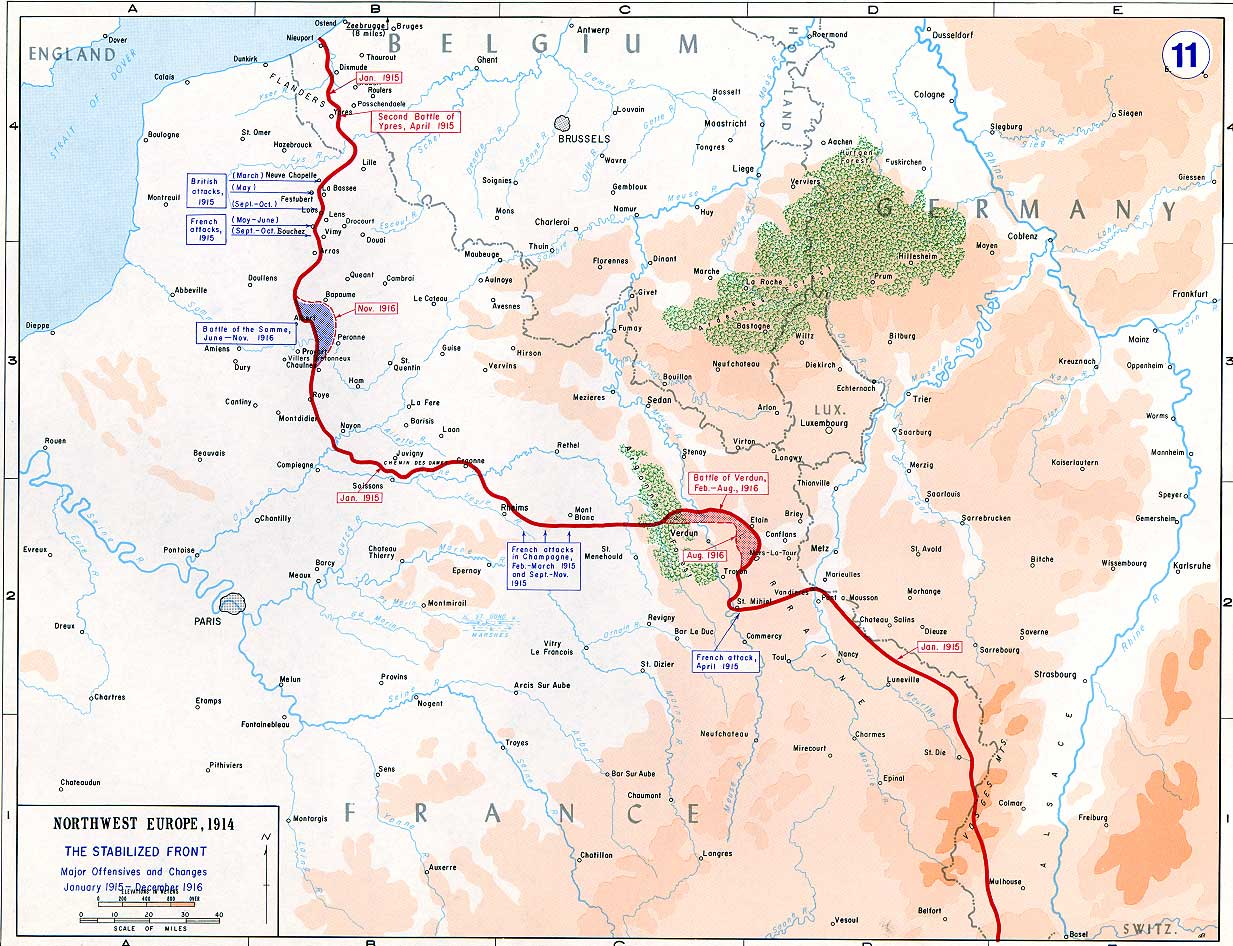
Stabilizovaná západní fronta, 1915–1916
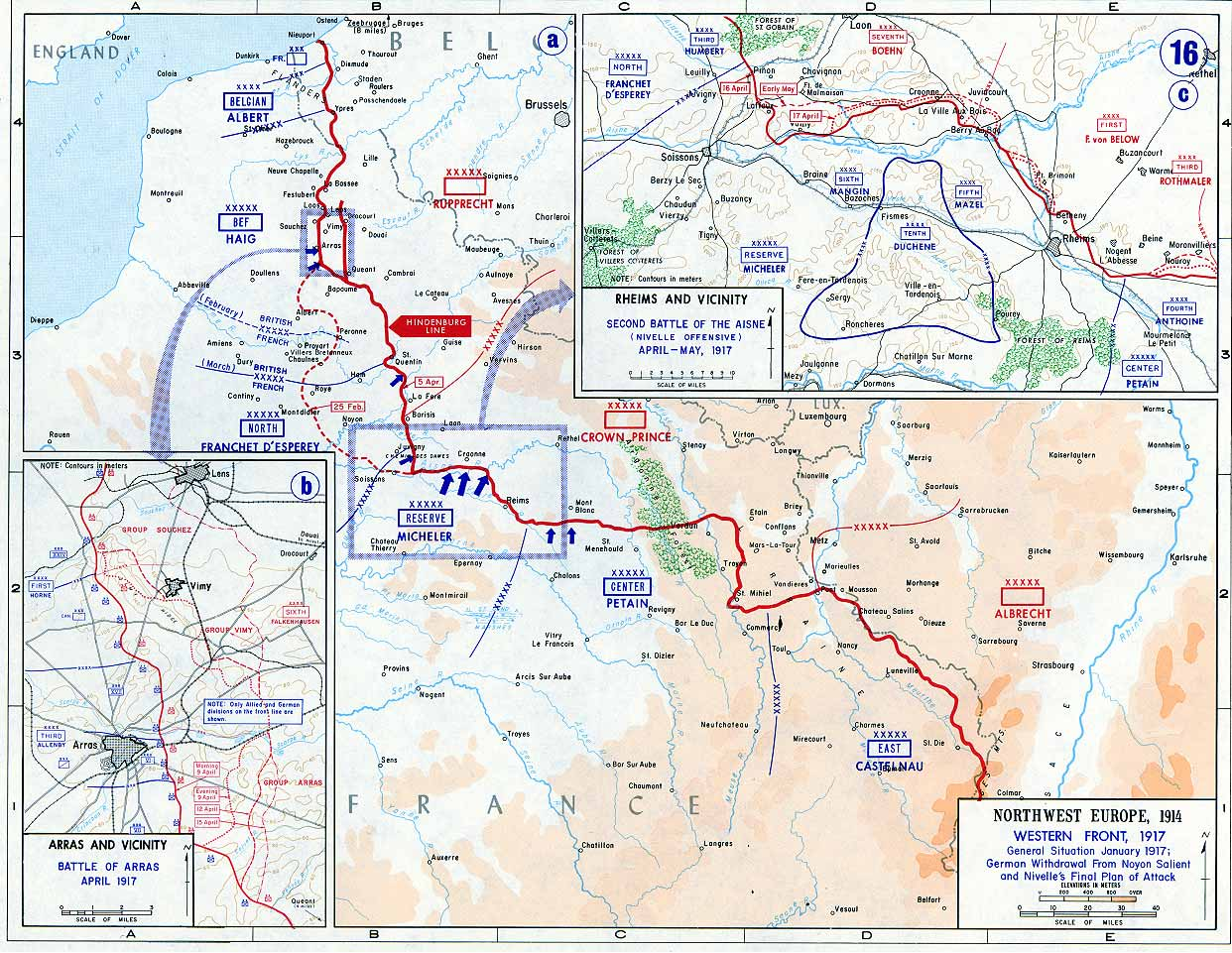
Západní fronta jaro 1917
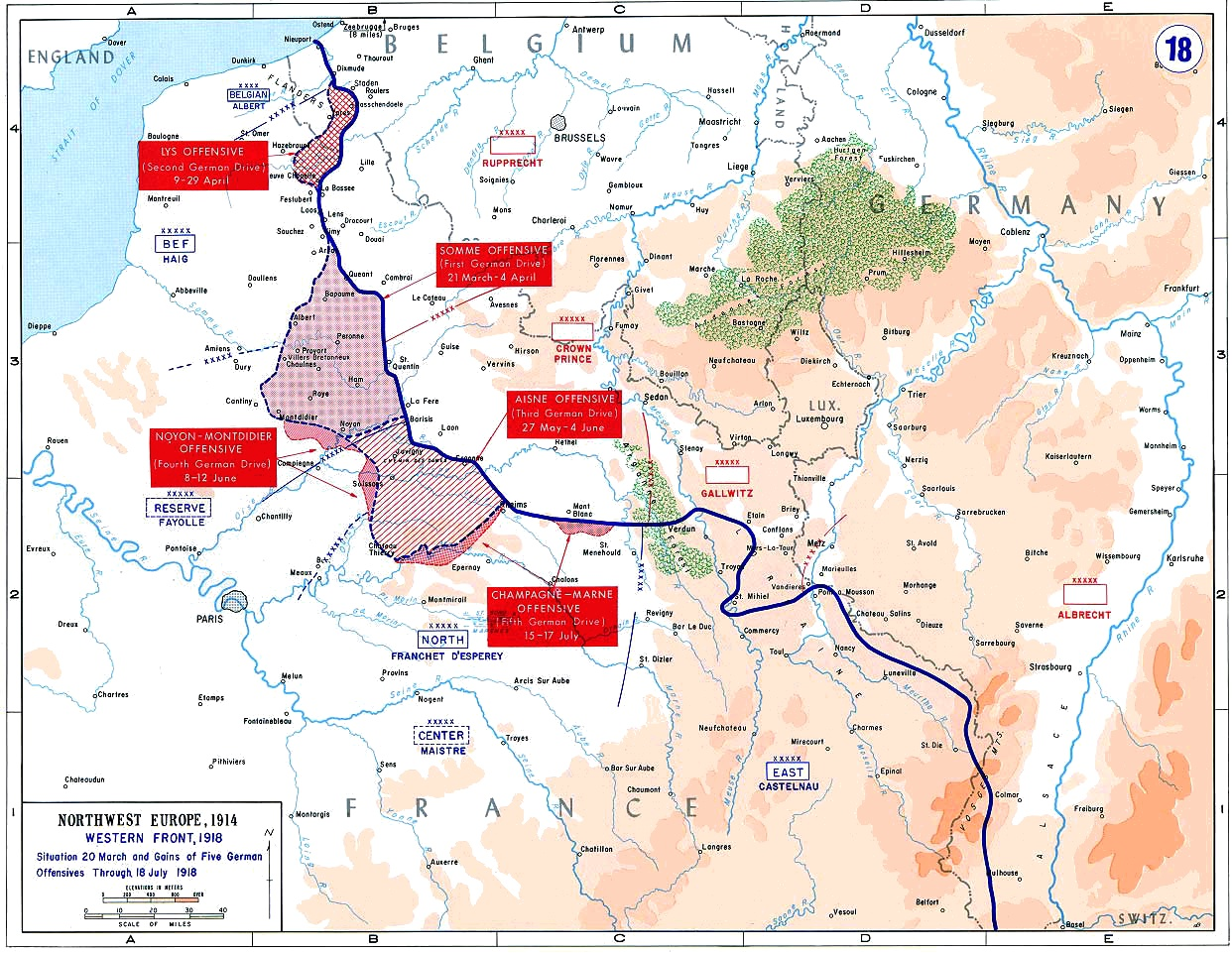
Německé jarní ofenzívy, jaro a léto 1918
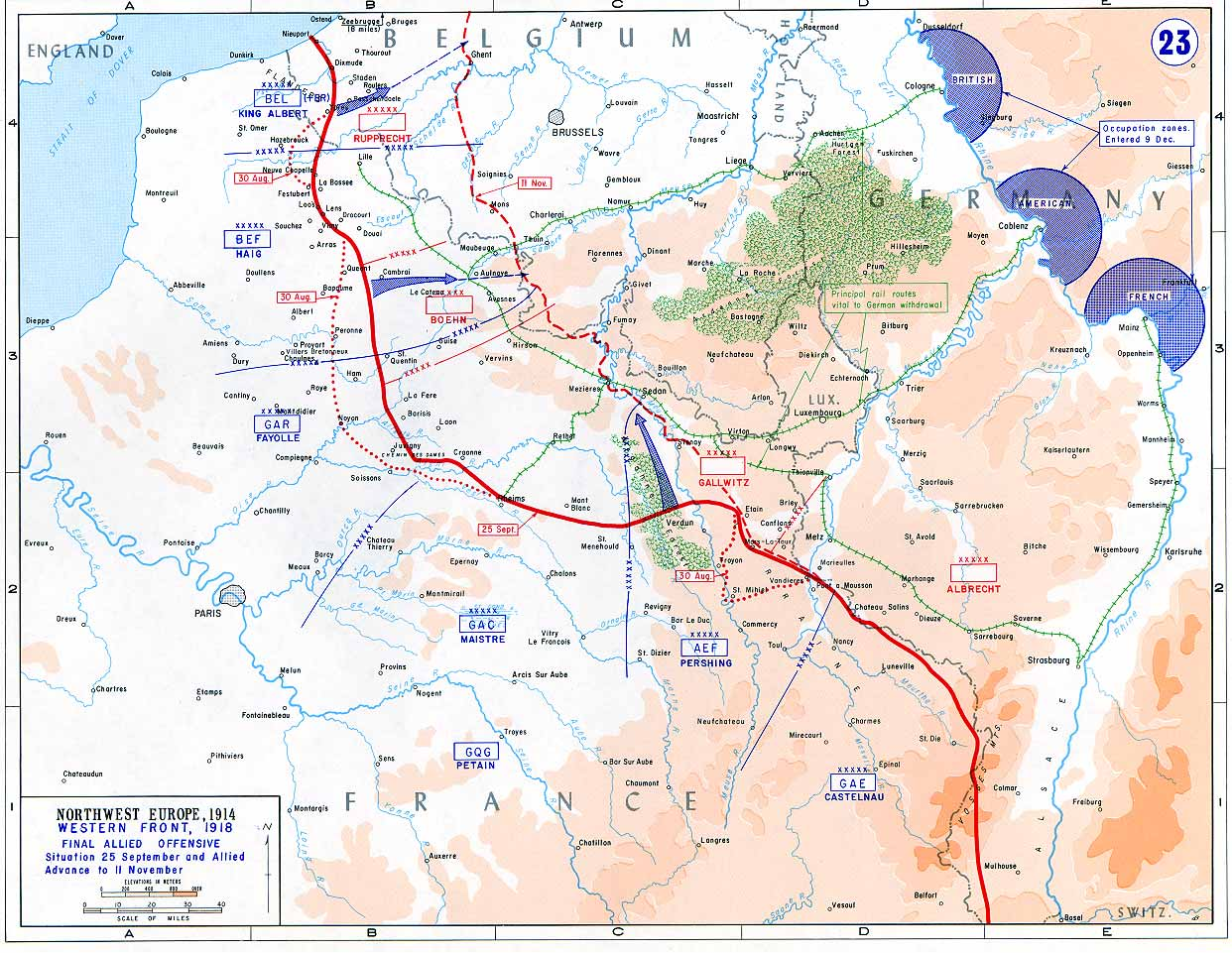
Stodenní ofenzíva, září – listopad 1918